# 김희천 (미술가)
김희천(1989년 ~ )은 대한민국 광주시 출생의 미술가이다.  부산비엔날레 (2020년), 광주비엔날레 (2018년) 등 다수의 비엔날레에 초청되었으며, 2023년 제20회 에르메스재단 미술상을 수상하였다.

## 생애
김희천은 1989년 광주에서 태어나 한국예술종합학교 건축과를 졸업했다. 2019년 카이로 비엔날레 비엔날레상, 2016년 두산연강예술상 등을 수상하며 주목받았다.  2023년 제20회 에르메스재단 미술상을 수상하였다. 심사위원단은 그의 작품이 일상에서 사용되는 기술을 통해 인간의 육체, 감정, 기억, 상상, 그리고 자아 인식의 재구성에 대한 질문을 던진다고 평가하였다.

## 스타일
김희천은 디지털 기술과 가상현실이 현실 세계에 미치는 영향을 탐구하면서 동시대 미디어를 민첩하게 수용하고 변용하며, 포스트 인터넷 아트, 무빙 이미지, 디지털 미디어 등 광범위한 키워드를 아우르는 작업을 지속하고 있다. 3D, 페이스 스왑 앱, VR 등 디지털 인터페이스 장치를 활용하여 온라인과 오프라인 사이의 시공간을 포착하는 작업을 선보인다.

## 전시
개인전으로는 《스터디》(아뜰리에 에르메스, 2024), 《더블포져》(헤이워드 갤러리, 2023), 《탱크》(아트선재센터, 2019), 《Lifting Barbells》(샌프란시스코 아시아 미술관, 2018), 《김희천》(두산갤러리 뉴욕, 2018), 《홈》(두산갤러리 서울, 2017), 《랠리》(커먼센터, 2015) 등이 있다. 그의 작품은 부산비엔날레 (2020), 광주비엔날레 (2018), 서울미디어시티비엔날레 (2016) 등 다수의 비엔날레에 초대되었다.